# Devlet III Giray
Devlet III Giray dit Kara Devlet (i.e. « le Noir ») est un khan de Crimée ayant régné en 1717.

## Origine
Kara Devlet est un fils d'Adil Giray ; il appartient à la lignée secondaire des « Choban » issue Devlet/Ahmed Giray Choban (i.e. « le Berger »), fils non reconnu du khan Fetih Ier et d'une « comtesse Potocka », captive polonaise razziée lors d'une expédition.

## Règne
Devlet III devient khan après la déposition de Qaplan Ier Giray en décembre 1716. Il est remplacé dès le début de 1717 par Saadet IV Giray, le frère de son prédécesseur, et meurt peu après.